# Suzie McConnell-Serio
Suzie McConnell-Serio, född den 29 juli 1966 i Pittsburgh, Pennsylvania, är en amerikansk basketspelare som tog tog OS-guld 1988 i Seoul. Detta var USA:s andra OS-guld i dambasket i rad. McConnell-Serio var även med fyra år senare i Barcelona och tog tog OS-brons 1992.
Hon är släkt med T.J. McConnell.